# Lloyd Harbor
Lloyd Harbor – wieś w Stanach Zjednoczonych, w stanie Nowy Jork, w hrabstwie Suffolk.